# Байгол
Байго́л — река в России, левый приток Лебеди, протекает по Турочакскому району Республики Алтай.
Длина реки — 85 км, площадь водосборного бассейна — 1360 км².
Берёт начало на высоте более 879 м над уровнем моря и в верхнем течении протекает через небольшое одноимённое озеро, ниже которого река имеет ширину 5 м, глубину — 0,7 м. Впадает в реку Лебедь в 51 км от её устья по левому берегу. Скорость течения — 1,1 м/с.
По данным наблюдений с 1972 по 1990 год среднегодовой расход воды в районе села Курмач-Байгол (34 км от устья) составляет 10,95 м³/с.
Основной приток — река Клык.

## Притоки
- 17 км: Клык
- 30 км: Беля
- 42 км: Шукша
- 46 км: Сайта
- 48 км: Тогуна
- 59 км: Билюзень

## Данные водного реестра
- Бассейновый округ — Верхнеобский
- Речной бассейн — (Верхняя) Обь до впадения Иртыша
- Речной подбассейн — Бия и Катунь
- Водохозяйственный участок — Бия